# Stazione di Attymon
La stazione di Attymon è una fermata ferroviaria della Galway–Athlone che fornisce servizio all'omonima cittadina della contea di Galway, Irlanda.

## Storia
La stazione fu aperta il 1º dicembre 1890 con il nome di Attymon Junction, a seguito dell'apertura della linea ferroviaria per Loughrea da parte della Midland Great Western Railway (MGWR). Questa breve linea fu chiusa il 3 novembre 1975 e la stazione fu conseguentemente ribattezzata Attymon.

## Strutture ed impianti
L'impianto è dotato di un solo binario.
La stazione è la più piccola della linea e la struttura è usata solo dal personale che si occupa dei servizi igienici e delle piccole riparazioni. Un tempo c'erano tre binari e il ponte ferroviario impiegato fu rimosso per essere utilizzato in una delle stazioni della Dublin Suburban Rail.

## Movimento
Durante le giornate da lunedì a venerdì ci sono quattro treni complessivi di InterCity Dublino Heuston-Galway. Quelli per Galway fanno fermata alle 08:02 e 09:43, quelli per Dublino Heuston alle 18:27 e 22:35 (a volte quest'ultimo termina ad Athlone).
La domenica ci sono tre treni: due per Dublino Heuston (13:27 e 18:27) e uno per Galway (10:45). Ci sono state proteste di recente da parte di persone che chiedono treni mattutini per Dublino.

## Servizi
- Servizi igienici